# Pângărăcior
Pângărăcior – wieś w Rumunii, w okręgu Neamț, w gminie Pângărați. W 2011 roku liczyła 1394 mieszkańców.